# Théorème de Matiiassevitch
Cet article court présente un sujet plus développé dans : Ensemble diophantien et Dixième problème de Hilbert.
En mathématiques et en informatique théorique, le théorème de Matiiassevitch (orthographié également Matiyasevich), dit encore théorème de Davis-Putnam-Robinson-Matiyasevich, démontré en 1970, établit que les ensembles diophantiens, c'est-à-dire les ensembles des solutions entières positives d'une équation diophantienne à paramètres eux-mêmes entiers positifs, sont exactement les ensembles récursivement énumérables d'entiers naturels. Il a pour conséquence immédiate l'indécidabilité du problème général de savoir si une équation diophantienne admet ou non un entier naturel (ou un n-uplet d'entiers naturels) pour  solution, ce qui est une réponse négative au dixième problème de Hilbert.